# Hans Nobiling
Hans Nobiling (Hamburgo, 10 de setembro de 1877 - Rio de Janeiro, 30 de julho de 1954) foi um futebolista alemão radicado no Brasil, conhecido por ter sido fundador do Sport Club Germânia, atual Esporte Clube Pinheiros.

## Biografia

### Família e carreira
Hans Nobiling era o mais novo de seis filhos do primeiro casamento de um comerciante de Hamburgo, Theodor Nobiling (1815-1889). Depois que sua irmã Magda "Golla" (1869-1949) emigrou para São Paulo e se casou com o farmacêutico e político de origem alemã Henrique Schaumann, que hoje dá nome a uma rua da cidade, seu irmão Theodor (1815-1889) veio em seguida. Trabalhou inicialmente para a empresa Zerrenner, Buelow & Cia, tornando-se mais tarde sócio e gerente da filial em Santos. Foi também Cônsul Honorário dos Países Baixos em Santos e trabalhou, às vezes como presidente, em várias instituições de imigrantes alemães, como a Escola Alemã. Do seu casamento com Rosa, nascida Fenchel (1863-1907), a escultora, ceramista e artista gráfica Elisabeth Nobiling era a mais nova de cinco filhos. O seu irmão Oskar Nobiling (1865-1912), filólogo e romanista, seguiu-o para o Brasil em 1889 e tornou-se professor catedrático antes de regressar à Alemanha. As irmãs de Hans Nobiling, Olga (1869-1940) e Gertrud (1872-1974), professora, também se estabeleceram no Brasil.
Chegando a São Paulo em 1897, trabalhou na Drogaria Mourier & Cia até 1899 e depois no Brasilianischen Bank für Deutschland, onde foi chefe de departamento a partir de 1907. Entre 1930 e 1938, viveu no estado de Santa Catarina, lugar em que muitos alemães escolheram como novo lar. Lá, foi representante da Sociedade Colonizadora Hanseatica em Joinville.

### Atividades desportivas
Na Alemanha, Hans Nobiling jogou futebol no Sport Club Germania 1887, um clube antecessor do Hamburger SV, e ganhou o campeonato de Hamburgo. Em 1897, emigrou de Hamburgo para São Paulo, onde se estabeleceu como comerciante. Quando chegou, trazia na bagagem uma bola de futebol, os estatutos do Germania e da Associação Desportiva de Hamburgo. Inicialmente, reuniu um time avulso que foi apelidado  Hans Nobiling's Team, um dos primeiros times de futebol do Brasil. O time passou a ocupar o campo da Companhia Paulista de Transportes da Chácara Dulley, onde inicialmente o São Paulo Athletic Club fazia seus jogos. Como era muito comum a invasão do campo pelos cavalos e burros que puxavam os bondes que circulavam pela capital paulista na época, o SPAC resolveu seu problema fazendo seu próprio campo na mesma chácara. O teve dificuldades para conseguir adversários no início, mas o time de Nobiling conseguiu dobrar as resistências, marcando o primeiro amistoso contra o Mackenzie, em março de 1899, que terminou em 0 a 0.
Quando Nobiling quis transformar a associação num clube regular, houve uma disputa de nome: 15 jogadores votaram a favor de "Internacional", cinco a favor de "Germânia". Fundado em 19 de agosto de 1899 como Sport Club Internacional, já que se tratava de um clube cosmopolita, que reunia brasileiros, alemães, franceses, portugueses e ingleses. Após os campeonatos estaduais de 1907 e 1928, o clube passou a enfrentar dificuldades financeiras na década de 1930. Por meio de fusões, tornou-se parte do São Paulo, vencedor da Copa do Mundo, no final da década.

Hans Nobiling ficou desiludido com o fato de a sua sugestão de nome não ter sido aprovada. Juntamente com os irmãos Wahnschaffe, abandonou o novo clube e, em 7 de setembro de 1899, fundou com outros imigrantes alemães o Sport Club Germânia na casa dos Wahnschaffes. Não só lhe deu o mesmo nome, como também as mesmas cores de seu antigo clube de Hamburgo. O Germânia foi, assim, o quarto clube de futebol do Brasil, depois do clube do pioneiro Charles Miller, o São Paulo Athletic Club, do Mackenzie College e do Internacional. Os clubes de remo do Rio de Janeiro, Flamengo e Vasco da Gama podem ser alguns anos mais antigos, mas só começaram a jogar futebol na segunda década do século XX.

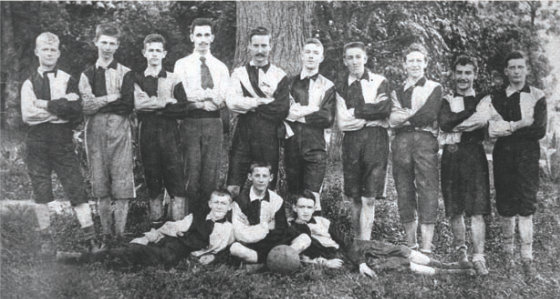
Hans Nobiling (quinto da esquerda para a direita) com os jogadores do SC Germânia.

Nobiling foi presidente do SC Germânia até 1902, tornou-se sócio honorário e foi eleito presidente de honra por unanimidade em 1939, no âmbito de várias alterações profundas nos estatutos e da mudança de nome do clube para Esporte Clube Germânia. Em dezembro de 1901, o Germânia foi um dos fundadores da Liga Paulista de Foot-Ball e do Campeonato Paulista, que o clube conquistou em 1906 e 1915. Ao lado de Charles Miller, Belfort Duarte e Herbert Boyes, Hans Nobiling fez parte da seleção paulista que disputou os dois primeiros jogos contra uma equipa carioca liderada por Oscar Cox, fundador do Fluminense FC, no campo do São Paulo Athletic Club, em outubro de 1901, os primeiros jogos entre equipes de diferentes estados brasileiros. As partidas terminaram 2:2 e 0:0.
Juntamente com Hermann Friese, também oriundo do SC Germania, de Hamburgo, apoiou a abertura do clube às pessoas negras, por volta de 1909, para permitir a inclusão do mulato Arthur Friedenreich, de ascendência alemã, a pedido de seu pai rico. Friedenreich, que viria a se tornar o primeiro grande astro da história do futebol brasileiro, jogou pela primeira vez no Germânia em 1909 e depois novamente em 1911. Já em 1905, Nobiling, que mantinha contatos estreitos com a Alemanha, tinha conseguido recrutar o futuro capitão da Seleção Alemã e participante nos Jogos Olímpicos, Camillo Ugi, para uma estadia de quatro meses no SC Germânia. Nobiling o atraiu para São Paulo com um cargo lucrativo no seu escritório comercial.
Em 1924, Nobiling e o SC Germânia estavam também entre os co-fundadores da Federação Paulista de Tênis, que se tornou um grande jogador de tênis depois de se ter se aposentado do futebol ativo. O esporte também era praticado no SC Germânia nos primeiros anos.
Após outra mudança de nome devido à Segunda Guerra Mundial, o SC Germânia ainda existe hoje como EC Pinheiros. O clube afirma ser o maior clube desportivo polivalente do hemisfério sul, com mais de 35.000 sócios. No entanto, o futebol já não é praticado em grande escala.
No final da década de 1950, uma rua que passa pelo terreno do clube recebeu o nome de Rua Hans Nobiling em sua homenagem. A Rua Hans Nobiling, que é composta por blocos de apartamentos altos, é considerada um bom endereço em São Paulo devido à sua localização em um bom bairro e à vista desobstruída do terreno verde do clube.

## Literatura
- Famílias Brasileiras de Origem Germânica, Vol. 6, Instituto Hans Staden, São Paulo, 1975, S. 192 ff.